# Anja Klinar
Anja Klinar (née le 3 avril 1988 à Jesenice) est une nageuse slovène. Elle a participé à quatre éditions des Jeux olympiques entre 2004 et 2016 (meilleur résultat : 10e du 400 mètres quatre nages en 2012). Son palmarès compte deux médailles individuelles européennes, la première en 2004 en grand bassin sur le 400 mètres quatre nages et la deuxième en petit bassin en 2010 sur la même épreuve.